# روشن (اپراتور تلفن)
روشن، یکی از شرکت‌های مخابراتی در افغانستان بوده که فعالیت خود را در افغانستان در سال ۲۰۰۳ م. آغاز کرد. این شرکت با سرمایه‌گذاری ۴۵۰ میلیون دلاری، کار خود را آغاز کرد، و طولی نکشید که مشتریان آن به ۱۰۰٬۰۰۰ رسید.
در طول دو سال مشتریان این شرکت به ۴ میلیون در سال ۱۳۹۰ ه‍.ش رسید. شرکت روشن داری ایجادکنندهٔ ۱٬۱۰۰ فرصت شغلی مستقیم که ۲۰ درصد آن‌ها را زنان تشکیل می‌دهند است، همچنین ۳۰٬۰۰۰ فرصت شغلی دیگر نیز به‌طور غیرمستقیم به دلیل فعالیت‌های این شرکت به وجود آمده‌است.
در حال حاضر ۲۳۰ شهر در ۳۴ ولایت افغانستان تحت پوشش روشن می‌باشند.

## تاریخچهٔ شرکت
در جنوری/ژانویهٔ ۲۰۱۳، جواز سیستم جهانی برای ارتباطات موبایل (جی‌اس‌ام) در افغانستان به روشن اعطا شد، وقتی که تنها یک شرکت دیگر ارائه‌کنندهٔ مخابرات تلفنی در کشور بود، افغان بیسیم. در دهه‌های جنگ‌های داخلی زمینه‌های محدودی را برای مخابرات تلفنی به‌جا گذاشت. پیش از سقوط طالبان، خط‌های تلفن برای مردم قابل دسترسی نبودند، و افغان‌ها مجبور بودند برای گرفتن تماس بین‌المللی به خارج از کشور سفر کنند.
روشن، که به معنای «درخشنده/روشن» یا «امید» است، یک ارائه‌کنندهٔ پیشتاز مخابرات تلفنی در افغانستان است. امروز، شبکهٔ سیستم جهانی ارتباطات موبایل روشن به ۲۴۰ شهر و مراکز ولایت و ولسوالی‌های افغانستان می‌رسد. این شبکه ۶۰ درصد نفوس کشور را تحت پوشش قرار می‌دهد، از جمله بیشترین مناطق روستایی.
روشن یکی از بزرگ‌ترین سرمایه‌گزاران شرکت‌های خصوصی و مالیات‌دهنده در افغانستان است. این شرکت بیش از ۶۰۰ میلیون دالر در زیربناهای مخابرات تلفنی افغانستان سرمایه‌گزاری نموده‌است. روشن همچنان گسترش شبکه خود را در مناطق روستایی که دارای پوشش محدود مخابرات است، ادامه می‌دهد.
روشن بیش ۱٬۱۰۰ نفر را استخدام کرده‌است، که ۲۰ درصدشان زنان است. این شرکت نظر به موقعیت ممتاز خود بیش از ۳۰٬۰۰۰ شغل را در اقتصاد افغانستان ایجاد کرده‌است. در فروشگاه‌ها، خرده‌فروشی‌ها و دفاتر خدمات مشتریان.
روشن اینترنت نسل سوم (3G) را در آپریل ۲۰۱۳ معرفی نمود. این سومین شرکت در بازار بود که مجوز اینترنت نسل سوم به آن اعطا شده‌است، بعد از اتصالات تلکام امارات متحدهٔ عربی و ام‌تی‌ان تلکام آفریقای جنوبی. این شرکت خدمات اینترنت نسل سوم را در کابل، قندوز، قندهار، هرات، مزارشریف و جلال‌آباد ارائه می‌دهد.

## سهامداران
فهرست سهامداران روشن قرار ذیل است:
- ۰٫۰۵۱٪: بنیاد آغاخان برای توسعهٔ اقتصادی (AKFED)
- ۷۵٫۳۶٪: موناکو تلکام
- ۱۲٫۲۵٪: تلیاسونیرا ای بی

## رقابت
روشن بزرگ‌ترین ارائه کننده مخابرات تلفنی افغانستان است. بزرگ‌ترین رقبای آن اتصالات، ام تی ان، افغان بیسیم و افغان تلکام است.

## بنیاد روشن
بنیاد روشن شرکت‌های اختصاصی یکی‌شده در قسمت مسئولیت‌های اجتماعی است. هدف آن ایجاد یک تأثیر مثبت بر بنیادهای دیگر که فعالیت می‌کنند، است. مطابق به برنامه‌های فراوان، روشن زندگی بیش از ۲۰۰٬۰۰۰ افغان را غیر مسقیماً با پروژه‌های مختلف ذیل بهبود داده‌است:
- تأمین بیش از نیم میلیون نهار و شام به همکاری مؤسسهٔ غیردولتی آشیانه
- تأسیس ۳۲ مرکز آموزشی
- ساخت ۲۶ زمین بازی برای کودکان برای تسهیل نمودن لذت و سرگرمی آنان
- مهیا نمودن آب پاک نوشیدنی برای انجمن‌های دور دست با ساخت ۱۵۰ حلقه چاه آب شیرین
- ساختن ۱۰ مکتب برای تشویق جوانان به آموزش
- وصل نمودن چهار شفاخانهٔ روستایی با موسسه‌های پزشکی بین‌المللی از طریق پیوندهای پزشکی مخابراتی به منظور تسهیل دسترسی به تشخیص و تربیت از متخصصان، در غیر آن‌صورت از انجمن‌های محلی

## خدمات
این شرکت ارائه‌کنندهٔ تماس‌های تلفنی داخلی، بین‌المللی، پیامک، ام‌ام‌اس و اینترنت به‌روی موبایل می‌باشد.

## هم پیمانان
- وودافون
- هواوی
- نوکیا زیمنس نتورکز